# Droga krajowa B76 (Niemcy)
Droga krajowa 76 (niem. Bundesstraße 76, B 76) – niemiecka droga krajowa przebiegająca  z zachodu na wschód od skrzyżowania z drogą B201 na obwodnicy Szlezwigu przez Kilonię do skrzyżowania z drogą B75 na obwodnicy Travemünde w Szlezwiku-Holsztynie na północy Niemiec.

## Miejscowości leżące przy B76
Szlezwig, Busdorf, Fahrdorf, Güby, Fleckeby, Holm, Eckernförde, Schnellmark, Neudorf-Bornstein, Gettorf, Neuwittenbek, Kiel, Raisdorf, Preetz, Plön, Sandkaten, Bösdorf, Eutin, Röbel, Süsel, Scharbeutz, Timmendorfer Strand, Niendorf, Travemünde.